# Hussain Noori
Hussain Noori (pers. ‏حسين نورى‎, ur. w 1931, zm. w 1980) – irański zapaśnik walczący w stylu wolnym. Olimpijczyk z Melbourne 1956, gdzie odpadł w eliminacjach w kategorii plus 87 kg.
Czwarty na mistrzostwach świata w 1957; piąty w 1961 roku.